# München 7/Episodenliste
Diese Episodenliste umfasst alle Episoden der deutschen Krimiserie München 7, sortiert nach der deutschen Erstausstrahlung. Die Fernsehserie umfasst derzeit 7 Staffeln mit 51 Episoden.

## Staffel 1
| Nr. (ges.) | Nr. (St.) | Originaltitel      | Erstausstrahlung D |
| ---------- | --------- | ------------------ | ------------------ |
| 1          | 1         | Zu spät            | 24. Okt. 2004      |
| 2          | 2         | Föhn               | 31. Okt. 2004      |
| 3          | 3         | Eine komische Oper | 7. Nov. 2004       |
| 4          | 4         | Mit rechten Dingen | 14. Nov. 2004      |
| 5          | 5         | Schichtwechsel     | 21. Nov. 2004      |
| 6          | 6         | Mir zwoa           | 28. Nov. 2004      |
| 7          | 7         | Druck              | 5. Dez. 2004       |
| 8          | 8         | Nur vorübergehend  | 12. Dez. 2004      |
| 9          | 9         | Auf und davon      | 19. Dez. 2004      |

## Staffel 2
| Nr. (ges.) | Nr. (St.) | Originaltitel      | Erstausstrahlung D |
| ---------- | --------- | ------------------ | ------------------ |
| 10         | 1         | Langsam pressierts | 28. Apr. 2006      |
| 11         | 2         | Und dann so was    | 5. Mai 2006        |
| 12         | 3         | Heimatlos          | 12. Mai 2006       |
| 13         | 4         | Zu früh            | 19. Mai 2006       |

## Staffel 3
| Nr. (ges.) | Nr. (St.) | Originaltitel           | Erstausstrahlung D |
| ---------- | --------- | ----------------------- | ------------------ |
| 14         | 1         | Die Wilde aus dem Süden | 7. März 2012       |
| 15         | 2         | Die Suche nach Nichts   | 14. März 2012      |
| 16         | 3         | Wilde Verhältnisse      | 21. März 2012      |
| 17         | 4         | Ein freier Tag          | 28. März 2012      |
| 18         | 5         | München Melodie         | 4. Apr. 2012       |
| 19         | 6         | Die Wüstenblume         | 11. Apr. 2012      |
| 20         | 7         | Wachtmeister Abdul      | 18. Apr. 2012      |
| 21         | 8         | Einfach nicht einfach   | 25. Apr. 2012      |

## Staffel 4
| Nr. (ges.) | Nr. (St.) | Originaltitel       | Erstausstrahlung D |
| ---------- | --------- | ------------------- | ------------------ |
| 22         | 1         | Frauenlos           | 13. Feb. 2013      |
| 23         | 2         | Einfach anders      | 13. Feb. 2013      |
| 24         | 3         | Zimmer frei         | 20. Feb. 2013      |
| 25         | 4         | Magic               | 27. Feb. 2013      |
| 26         | 5         | Deeskalation        | 6. März 2013       |
| 27         | 6         | Ein letztes Mal     | 20. März 2013      |
| 28         | 7         | Janosch             | 29. Mai 2013 1     |
| 29         | 8         | Ja, wo ist er denn? | 27. März 2013      |

## Staffel 5
| Nr. (ges.) | Nr. (St.) | Originaltitel             | Erstausstrahlung D |
| ---------- | --------- | ------------------------- | ------------------ |
| 30         | 1         | Täuschungen               | 8. Okt. 2014       |
| 31         | 2         | Geburtstage               | 15. Okt. 2014      |
| 32         | 3         | Trojaner                  | 22. Okt. 2014      |
| 33         | 4         | Asche                     | 5. Nov. 2014       |
| 34         | 5         | Die Hühner                | 12. Nov. 2014      |
| 35         | 6         | Letzte Hoffnung München   | 19. Nov. 2014      |
| 36         | 7         | Der Mann im dunklen Anzug | 26. Nov. 2014      |
| 37         | 8         | Die zwölfte Frau          | 10. Dez. 2014      |

## Staffel 6
| Nr. (ges.) | Nr. (St.) | Originaltitel       | Erstausstrahlung D |
| ---------- | --------- | ------------------- | ------------------ |
| 38         | 1         | Unter der Hand      | 17. Dez. 2014      |
| 39         | 2         | Kurschaden          | 7. Jan. 2015       |
| 40         | 3         | Muttertag           | 14. Jan. 2015      |
| 41         | 4         | Dead Lock           | 21. Jan. 2015      |
| 42         | 5         | Bombenhochzeit      | 28. Jan. 2015      |
| 43         | 6         | Ein Tag in München  | 4. Feb. 2015       |
| 44         | 7         | Wir sind der Markt  | 11. Feb. 2015      |
| 45         | 8         | Von Heut auf Morgen | 18. Feb. 2015      |

## Staffel 7
| Nr. (ges.) | Nr. (St.) | Originaltitel           | Erstausstrahlung D |
| ---------- | --------- | ----------------------- | ------------------ |
| 46         | 1         | Wahre Liebe             | 5. Okt. 2016       |
| 47         | 2         | Einfach weg             | 12. Okt. 2016      |
| 48         | 3         | Das Alte im Neuen       | 19. Okt. 2016      |
| 49         | 4         | Deine letzte Chance     | 26. Okt. 2016      |
| 50         | 5         | Eine Reise in den Süden | 2. Nov. 2016       |
| 51         | 6         | Es reicht!              | 9. Nov. 2016       |

## Special
| Nr. | Originaltitel         | Erstausstrahlung D |
| --- | --------------------- | ------------------ |
| 1   | Making of „München 7“ | 23. Okt. 2004      |